# Ben LaMar Gay

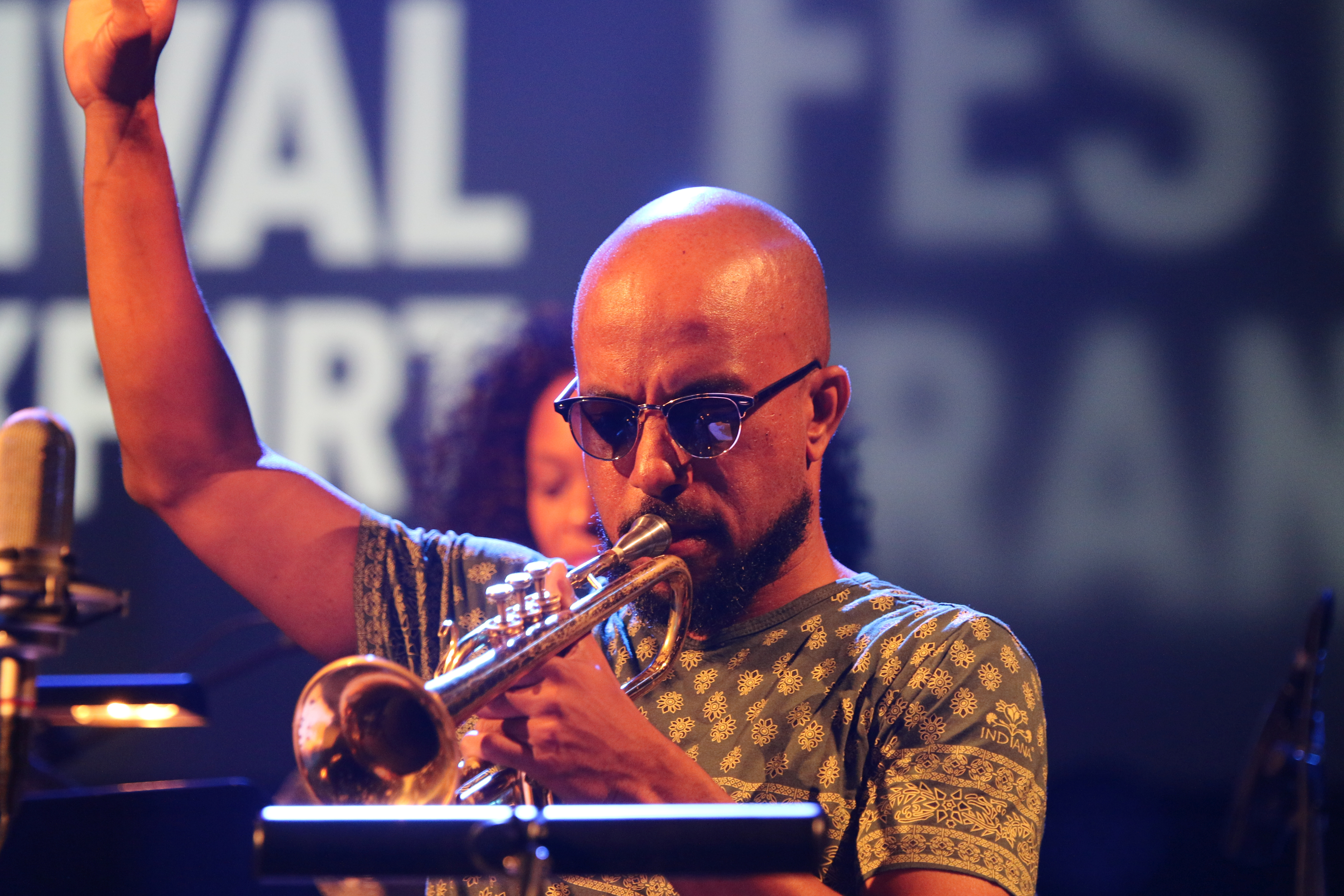
Ben LaMar Gay als Teil der AACM Now Generation (Deutsches Jazzfestival 2015)

Benjamin „Ben“ LaMar Gay (* um 1984 in Chicago) ist ein US-amerikanischer Jazz- und Fusionmusiker (Kornett, Gesang, Komposition).

## Wirken
LaMar Gay wuchs auf der Südseite Chicagos auf und erhielt seinen Bachelor of Arts in Musikerziehung von der Northeastern Illinois University. Er war sechs Jahre lang als Musiklehrer an öffentlichen Schulen in Chicago, als Gastdozent an der School of the Art Institute of Chicago und als Moderator des Inferno Mobile Recording Studio des Chicago Park District tätig. Als Mitglied der AACM trat er daneben in Chicago seit den 2000er Jahren zunächst als Sänger und Multiinstrumentalist in Erscheinung. Zu Beginn des zweiten Jahrzehnts war er drei Jahre lang in Brasilien. Wieder zurück hat er an Jazzproduktionen wie Mike Reeds Flesh & Bone und Greg Wards 10 Tongues mitgewirkt, aber auch im R&B-Trio Bottle Tree. Für seine eigenen Produktionen überlagert er seine Songs eklektisch mit später aufgenommenen Teilen, zunächst auf dem Album Orange (2007) seines Projektes Juba Dance.
LaMar Gay war 2009 mit dem AACM Great Black Music Ensemble und 2015 mit der AACM Now Generation in Europa zu hören. Er gehörte zu Nicole Mitchells Earth Seed, zu Joshua Abrams’ Natural Information Society sowie zu den Bitchin Bajas und Greg Wards 10 Tongues (Touch My Beloved’s Thought, 2016); weiterhin trat er im Duo mit Thurman Barker auf. Ab 2017 war er auf Veröffentlichungen des Labels International Anthems zu hören, Makaya McCravens Highly Rare und Jaimie Branchs Fly or Die bzw. Fly or Die II: Bird Dogs of Paradise, außerdem auf Matthew Lux’ Album Contra/Fact.
2018 folgte unter eigenem Namen sein Debütalbum Downtown Castles Can Never Block The Sun, das Aufnahmen aus den letzten sieben Jahren umfasst und von der Süddeutschen Zeitung als ebenso „wahnwitzig wie großartig zusammengepuzzelte Musik“ charakterisiert wurde. 2019 folgte für dasselbe Label East of the Ryan.
Außerdem hat er mit Coultrain (Jungle Mumbo Jumbo), Theo Parrish, Celso Fonseca, dem Damon Locks Black Monument Ensemble (NOW, 2021) und anderen zusammengearbeitet. Zu hören war er auch auf Nicole Mitchells und Lisa E. Harris’ Album EarthSeed (2020), Gerrit Hatchers The Good Instinct of the Morning (2020), Mike Reed The Separatist Party und Since Time Is Gravity (2023) der Natural Information Society um Joshua Abrams. Unter eigenem Namen legte er das Album Certain Reveries (2022) vor, gefolgt von Yowzers (International Anthem, 2025).